# مطار حيفا

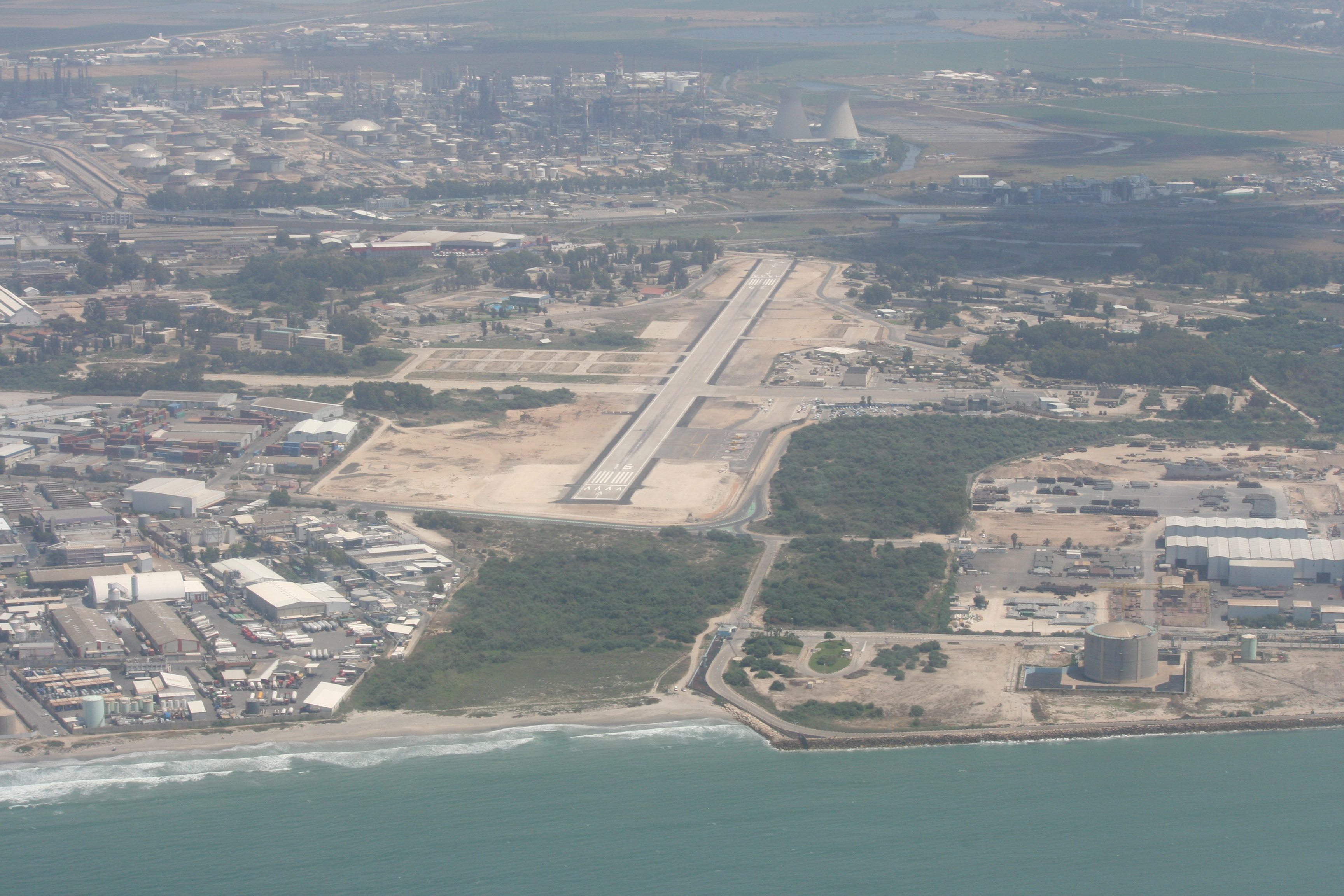
صورة جوية للمطار، 2013

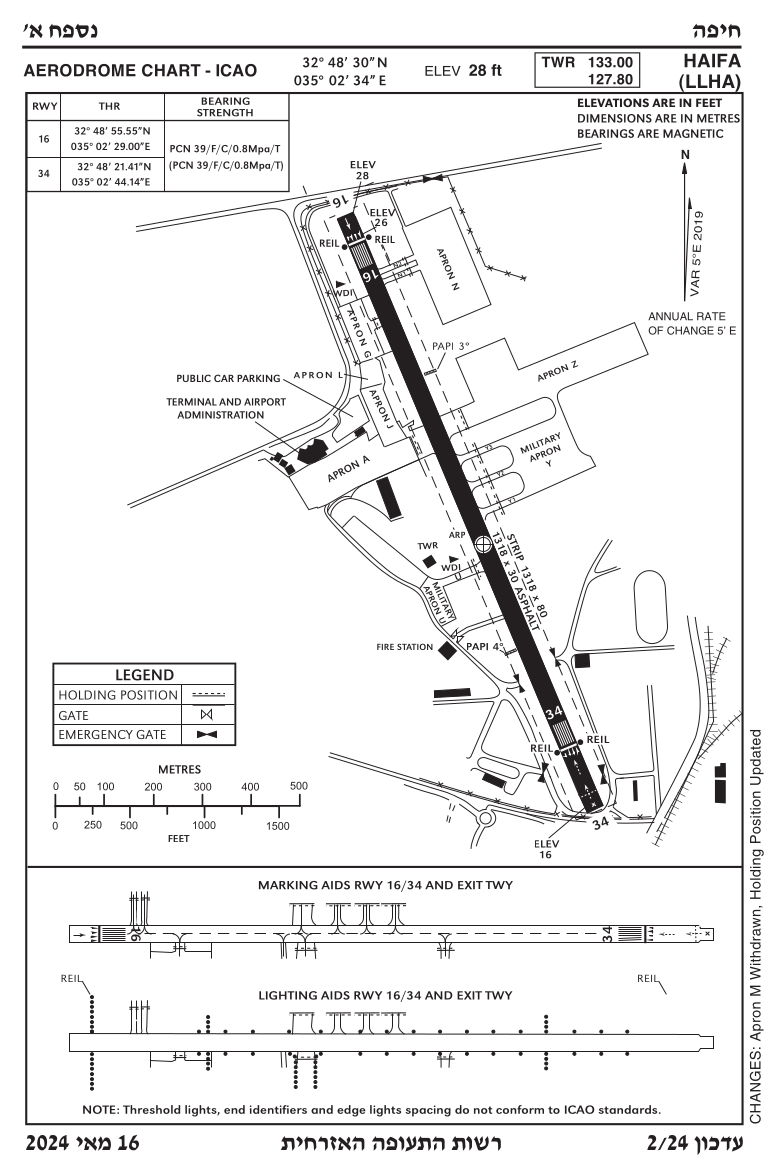
خارطة للمطار، 2011

مطار حيفا (بالعبرية: נְמַל הַתְּעוּפָה חֵיפָה) هو المطار الدولي الأول في إسرائيل، يقع في حيفا في المدخل الشرقي للمدينة، بجانب ميناء كيشون.
حالياً مطار حيفا هو مطار دولي ويُستخدم كمطار للرحلات الجوية الداخلية إلى إيلات، وكذلك للرحلات الجوية التجارية الدولية تشارتر للشركات والأفراد، إلى وجهات قريبة في منطقة حوض البحر الأبيض المتوسط مثل: قبرص، رودوس، كريت وغيرها. رحلات تشارتر ووجهات السفر غير ثابتة، ويتم تخطيطها من موسم لآخر، من قبل شركات الطيران العاملة في المطار، وبتنسيق مُسبق.

## التاريخ
أقيم مطار حيفا عام 1934، كأول مطار دولي في فلسطين في عهد الانتداب البريطاني. لبّى المطار احتياجات الجيش البريطاني في البلاد وشركة النفط المشتركة: العراق – بريطانيا ( APS).
افتتحت عام 1998 محطة جديدة وحديثة من أجل القادمين إلى المطار. تُقدم في المحطة خدمات متطورة ودكان معفية من الجمارك تابعة لشركة جيمس ريتشاردسون.

## شركات الطيران والوجهات
في المطار توجد عدة شركات طيران صغيرة مثل "FNA"، "سكاي طيران"، "هتسنحنياه" و"أوفيك" التي تشغل طائرات خفيفة. تقدم هذه الشركات خدمات طيران متنوعة تشمل تعليم الطيران، تأجير الطائرات، رحلات جوية محلية، تصوير جوي، وتوفير خدمات التاكسي الجوي داخل إسرائيل وإلى الدول المجاورة.
في 22 يونيو 2023 بدأت شركة الطيران المالطية يونيفرسال إير بتشغيل رحلات جوية مباشرة إلى لارنكا وبافوس في قبرص بالتعاون مع إيستا ويسرائير، مستخدمةً طائرة صغيرة من طراز بومباردييه داش 8 100 بـ 37 مقعدًا. استمرت الرحلات حتى أكتوبر 2023.
في 22 ديسمبر 2024 بدأت شركة إير حيفا بتشغيل رحلات مباشرة من مطار حيفا إلى إيلات ولارنكا، باستخدام طائرات إيه تي آر 72 600 ثنائية المحرك ذو المروحة التوربينية. كما تخطط الشركة مستقبلًا لتشغيل رحلات إلى وجهات أخرى في حوض البحر الأبيض المتوسط.
| شركة الطيران | الوجهات              |
| ------------ | -------------------- |
| إير حيفا     | إيلات ولارنكا وأثينا |

## وصلات خارجية
- الموقع الإلكتروني